# ياجدكوماندو
ياجدكوماندو (بالألمانية: Jagdkommando) هي فرقة العمليات الخاصة في القوات المسلحة النمساوية.

## المعدات
- باريت إم95[1]
- باريت إم82[1]
- إف إن هيرستال إف إن بي 90[1][2]
- جلوك 17/18/21/26[1]
- شتاير أوج[1]
- بندقية Steyr SS 69[1]
- إس إس جي04/إس إس جي04A1
- إس إس جي 04
- سكين غلوك

## روابط خارجية
- الموقع الرسمي (بالألمانية)
- موقع غير رسمي (بالألمانية)
- معلومات وصور ياجدكوماندو